# Jacky Haran
Pas d'image ? Cliquez ici
Jacky Haran, né le 12 mai 1943 est un ancien pilote automobile français.

## Carrière en sport automobile
Jacky Haran dispute ses premières courses en Formule Renault, notamment en Formula Renault Eurocup qui existe depuis 1973. Le Français participe à cette série de courses pendant quatre ans, puis passe aux courses de voitures de tourisme et de sport. En 1978, il fait ses débuts aux 24 Heures du Mans. Haran partage la neuvième place au général avec Jean Rondeau et Bernard Darniche au volant d'une usine Rondeau M378. En 1981, il obtient son meilleur classement au sein de l'équipe de Jean Rondeau et avec une deuxième place au général au volant d'une Rondeau M379 partagée avec Jean-Louis Schlesser et Philippe Streiff. Il fait sa dernière apparition dans la Sarthe en 1982. Il est cependant contraint à l'abandon au 149e tour quand la Rondeau qu'il était en train de piloter casse son moteur.

### Résultas aux 24 Heures du Mans
| Année | Équipe               | Voiture       | Équipier             | Équipier         | Classement                     | Cause d'abandon |
| ----- | -------------------- | ------------- | -------------------- | ---------------- | ------------------------------ | --------------- |
| 1978  | Jean Rondeau         | Rondeau M378  | Jean Rondeau         | Bernard Darniche | 9e place et victoire de classe |                 |
| 1979  | Merlin Plage Rondeau | Rondeau M379  | Jean Rondeau         |                  | Abandon                        | Accident        |
| 1981  | Jean Rondeau         | Rondeau M379  | Jean-Louis Schlesser | Philippe Streiff | 2e place et victoire de classe |                 |
| 1982  | Jacky Haran          | Rondeau M379C | Vivian Candy         | Hervé Poulain    | Abandon                        | Casse moteur    |